# Jack Reacher: Never Go Back
Jack Reacher: Never Go Back (conocida como Jack Reacher: Nunca vuelvas atrás en España y Jack Reacher: Sin regreso en Hispanoamérica) es una película estadounidense de acción y thriller dirigida por Edward Zwick y escrita por Zwick, Richard Wenk y Marshall Herskovitz. Es la secuela de Jack Reacher. Está protagonizada por Tom Cruise, Cobie Smulders, Patrick Heusinger, Aldis Hodge, Danika Yarosh y Holt McCallany. La fotografía principal comenzó el 20 de octubre de 2015 en Nueva Orleans. La película fue estrenada el 21 de octubre de 2016. Recaudó 162 millones de dólares en todo el mundo y recibió críticas mixtas de los críticos, que elogiaron la actuación de Cruise y las secuencias de acción de la película, pero criticaron la trama.

## Argumento
Una pequeña multitud de personas se reúne fuera de un restaurante. Llega la policía y encuentra a cuatro hombres en el suelo golpeados. Un espectador le dice a la policía que un hombre los atacó a todos y los golpeó en cuestión de segundos. El alguacil Raymond Wood y su adjunto entran al restaurante y encuentran a Jack Reacher sentado junto al mostrador con algo de sangre en la cara. Wood esposa a Reacher y se prepara para llevárselo detenido, hasta que Reacher dice que en 90 segundos sonará el teléfono, y que Wood es quien llevará las esposas de camino a la cárcel por secuestrar y vender inmigrantes indocumentados en suelo militar. Suena el teléfono y Wood responde, dando su nombre. Segundos después, los autos de la policía militar se detienen y arrestan a Wood por sus actividades ilegales.
Más tarde, Reacher habla por teléfono con la mayor Susan Turner, quien lo ayudó a capturar a Wood y resolver el caso, y se sorprende al descubrir que la mayor S. Turner es mujer. Él llama varias veces mientras viaja y finalmente menciona que probablemente le debe una cena. Ella está de acuerdo, le pregunta cuándo estará él en D.C. y él le dice que eventualmente estará allí.
Reacher llega al cuartel general militar y encuentra al Coronel Morgan sentado en el escritorio del Mayor Turner. Morgan informa a Reacher que Turner ha sido arrestada por posible espionaje en Afganistán. Reacher habla con el sargento Leach para saber quién ha sido asignado como abogado del Mayor Turner. El sargento Leach le informa a Reacher que se le ordenó no dar ninguna información sobre el caso de la Mayor Turner. Reacher luego pregunta a quién recomendaría la sargento si necesitara entrenamiento. Leach entiende la implicancia rápidamente y recomienda al coronel Moorcroft, el abogado de la sargento, informando lo que quería saber Reacher, pero sin desobedecer su orden.
Reacher encuentra al Coronel Moorcroft y le pregunta por la Mayor Turner. Moorcroft le dice que encontraron un disco duro en su casa con información clasificada. Luego, saca a relucir una demanda de paternidad presentada contra el Ejército que afirma que Reacher es el padre de una hija de una mujer, la soldado Candice Dutton. Cuando Reacher le pregunta qué tiene que decir el comandante, el coronel Moorcroft le informa a Reacher que aún no se le ha permitido verla. Reacher se va y le dice a Moorcroft que se comunique con él cuando recuerde lo que significa su uniforme.
Moorcroft cambia de opinión y le da a Reacher un archivo de dos soldados, Cibelli y Mirkovich, que fueron asesinados a quemarropa en Afganistán, y se cree que Turner estuvo involucrada en sus muertes, para investigar este nuevo caso. Desde la distancia, Reacher está siendo observado por un hombre conocido solo como El Cazador.
Reacher sigue a su supuesta hija Samantha, sospechando que es una trampa en su contra. Después de un tiempo, Sam se da cuenta y le grita por seguirla. Él le pregunta a Sam si ella es la hija de Candice. Sam cree que Reacher quiere a su madre debido al conocimiento del trabajo anterior de Candice como prostituta. Sam se aleja de Reacher.
El Cazador encuentra al abogado Moorcroft en su casa y lo golpea brutalmente para averiguar qué información le dio a Reacher antes de matarlo. Reacher regresa al cuartel general para encontrar a Morgan, algunos oficiales y una abogada llamada teniente Sullivan esperándolo para interrogarlo. Reacher descubre que ahora está acusado de matar al abogado Moorcroft en su casa. Luego es puesto bajo custodia en una cárcel militar temporal de baja seguridad, donde los acusados pueden hablar con sus abogados.
Cuando Reacher es detenido, ve por la ventana de la oficina del abogado que llegan algunos hombres, sabiendo que están allí para matarlo a él y a Turner. Le pide a la teniente Sullivan que le traiga un sándwich y luego escapa. Derriba a un oficial llamado Espin y toma su uniforme antes de dirigirse a la celda de Turner. Efectivamente, los hombres están allí para matarla. Reacher los derriba a todos y saca a Turner de allí. Ambos son vistos y perseguidos por los oficiales. Se escapan de la cárcel militar robando un coche de policía y por las calles de Washington D. C. donde el Cazador los encuentra en un restaurante, pero ellos logran escapar nuevamente, el Cazador mata a dos policías y nuevamente tratan de incriminar a Reacher.
Reacher y Turner llevan a Morgan a su casa después de darse cuenta de que está involucrado en el plan. Obtienen su información y se van. Más tarde, El Cazador aparece en la casa de Morgan y lo mata a golpes con su teléfono porque sabe que las huellas de Reacher están en el objeto. Mientras Reacher se pone en contacto con Leach y en secreto le pide ayuda. Ella le informa a Reacher que Morgan fue asesinado y que las huellas de Reacher estaban en el teléfono. Al revisar más información de la computadora del coronel Morgan, el mayor Turner encuentra fotos de vigilancia, incluidas algunas de Sam. Ella y Reacher van al hogar adoptivo de Sam y descubren que sus padres adoptivos han sido asesinados. Sam sale de debajo del fregadero de la cocina con un cuchillo en defensa propia. Reacher y Turner la calman y la llevan a una escuela privada, Pembroke, para su protección, ya que Turner tiene una conexión allí. Mientras Sam habla con algunas de las colegialas, saca un teléfono, que les dijo a Reacher y Turner que dejó en la casa. Los dos la alejan y deciden que necesitan salir de allí, y tiran el teléfono de Sam para pasar desapercibidos.
Reacher recibe una llamada de Leach con información sobre un hombre llamado Daniel Prudhomme, un especialista en Afganistán que vio cómo mataban a Cibelli y Mirkovich. Leach también menciona una empresa llamada Parasource, que es una empresa militar privada. Los tres hacen planes para ir a Nueva Orleans para encontrar a Prudhomme. Sam saca una tarjeta de crédito de una bolsa que le robó a una de las colegialas para que puedan comprar sus boletos de avión.
En el avión, Reacher ve a dos contratistas de Parasource. Los golpea hasta dejarlos inconscientes y obtiene información de sus teléfonos. En el resto del viaje, Reacher finge dormir mientras escucha a Sam hablando con Turner sobre quién podría ser su padre. 
En Nueva Orleans, mientras viaja en autobús, Reacher le aclara a Sam que es posible que él sea su padre, y por eso la están persiguiendo junto con él y Turner. Ella no cree en las afirmaciones de Reacher hasta que menciona que Candice presentó la demanda de paternidad. Reacher y Turner encuentran a Prudhomme en un edificio abandonado lleno de drogadictos luego de que la esposa de Prudomme les avisara, quien no lo ha visto en meses. Turner interroga a Prudhomme y él les dice lo que sabía sobre las muertes de Cibelli y Mirkovich, así como lo que sabe sobre Parasource. Reacher y Turner se ponen en contacto con Espin y le piden que hable con Prudhomme para saber la verdad. Mientras Espin escolta a Prudhomme, son emboscados por asesinos. Prudhomme es asesinado a tiros, y Reacher salta para luchar y matar a los villanos. Reacher también protege a Espin y logran escapar.
Reacher, Turner y Espin se reúnen con otros oficiales militares en una base para enfrentarse al general Harkness, director ejecutivo de Parasource. Turner lo acusa de vender armas a los insurgentes y que las cajas que él y sus hombres están descargando están vacías. Algunos cajas están abiertos, pero para sorpresa de la mayor Turner, en realidad contienen armas. Cuando está a punto de ser arrestada, Reacher va a un casco abierto y encuentra opio escondido en los brazos, lo que lleva al arresto de Harkness. Momentos después, Reacher recibe una llamada de El Cazador, diciendo que va tras Sam después de que ella llamó al servicio de habitaciones y usó una de sus tarjetas de crédito robadas y se marcha.
Reacher y Turner regresan corriendo al hotel para salvar a Sam, ella ve al Cazador y sus matones caminando por la calle en un desfile durante la noche de Halloween, por lo que se escapa de la habitación. Los villanos la persiguen por las calles con Reacher y Turner tratando de alcanzarlos. Matan a los matones del Cazador antes de enfrentarse a él en el techo. El Cazador tiene a Sam a punta de pistola y amenaza con tirarla. Reacher deja caer su arma y se la patea al Cazador, dejando a Sam con la oportunidad de quitarle el arma de la mano al Cazador (como Turner le enseñó antes). Reacher derriba al Cazador desde el techo. Luchan un poco más hasta que Reacher rompe el cuello del Cazador y lo arroja por otra cornisa, para resolver el caso.
Con su nombre limpio, Turner es reincorporada a su antiguo puesto. Ella y Reacher prometen mantenerse en contacto y hacer planes para la cena. Sam luego encuentra a Reacher en un restaurante. Él está listo para averiguar si ella es realmente su hija o no, pero Sam determina que no lo es, ya que Candice estaba sirviendo café a Reacher y los dos no se reconocieron. Más tarde, los dos se despiden. Sam abraza a Reacher entre lágrimas y desliza un teléfono en su bolsillo.
La película concluye con Reacher haciendo autostop para dar un paseo por la carretera. Recibe un mensaje de texto del teléfono de Sam que pregunta: "¿Ya me extrañas?". Él sonríe y saca el pulgar.

## Reparto
- Tom Cruise como Jack Reacher.
- Cobie Smulders como Susan Turner.[4]
- Aldis Hodge[5] como Capitán Anthony Espin.
- Danika Yarosh[6] como Samantha Dayton.
- Patrick Heusinger[7] como El Cazador.
- Holt McCallany[8] como Coronel Sam Morgan.
- Austin Hebert como Daniel Prudhomme.[8]
- Robert Catrini como Coronel Bob Moorcroft.[9]
- Robert Knepper como General James Harkness.[10]
- Sabrina Gennarino como Candace Dayton.
- Jason Douglas como el sheriff Raymond Wood.

### Elenco de doblaje
| Personaje       | Actor original    | Actor de doblaje   |
| --------------- | ----------------- | ------------------ |
| Jack Reacher    | Tom Cruise        | Arturo Mercado Jr. |
| Susan Turner    | Cobie Smulders    | Erica Edwards      |
| Espin           | Aldis Hodge       | Manuel Pérez       |
| Samantha Dayton | Danika Yarosh     | Alondra Hidalgo    |
| El cazador      | Patrick Heusinger | Daniel Del Roble   |

## Producción
Aunque Jack Reacher estaba destinado a ser un poste para una serie de películas, se informó inicialmente que una secuela sería poco probable debido a su mediocre recaudación en la taquilla de Estados Unidos. Sin embargo, en febrero de 2013, la posibilidad de una secuela se hizo más probable después de que la película superó un bruto de US$200 millones en todo el mundo. El 9 de diciembre de 2013, se anunció que Paramount Pictures y Skydance Productions estaban avanzando con el desarrollo de una secuela, basada en la novela de Jack Reacher de 2013, Never Go Back.
El 14 de mayo de 2014 fue anunciado que Tom Cruise retornaría al papel de Jack Reacher.
El 19 de mayo de 2015, Deadline informó de que Edward Zwick haría nuevamente equipo con Cruise. Zwick dirigiría la película y reescribiría el guion junto con Marshall Herskovitz, el último guion de Richard Wenk. Zwick y Cruise ya habían trabajado juntos en El último samurái. El 14 de agosto de 2015 Cobie Smulders fue incluida al elenco para interpretar a la protagonista femenina. El 15 de septiembre, Danika Yarosh firmó un contrato para protagonizar la película. El 17 de septiembre Aldis Hodge fue incluido al elenco para interpretar un papel no especificado. El 22 de septiembre, Patrick Heusinger fue incluido en la película en el papel de villano. El 20 de octubre, Holt McCallany se unió a la película junto con Austin Hebert. El 12 de noviembre de 2015, Robert Catrini se unió a la película en un papel desconocido. El 20 de enero de 2016, Robert Knepper se unió a la película en el papel del general Harkness, un general retirado y actualmente director ejecutivo de una empresa militar privada.

### Rodaje
La fotografía principal de la película comenzó el 20 de octubre de 2015 en Nueva Orleans, Luisiana. El 23 de noviembre de 2015, la filmación se llevó a cabo en Baton Rouge. En enero de 2016, el rodaje también tuvo lugar en St. Francisville.

### Música
Henry Jackman estuvo a cargo de componer la música de la película, por lo que es la primera película de Zwick desde Diamante de sangre (2006) cuya música no fue compuesta por James Newton Howard.

## Estreno
El 14 de junio de 2016 la revista Entertainment Weekly estrenó una vista previa del primer tráiler, con Cobie Smulders introduciendo el material. Un tráiler completo se dio a conocer el 22 de junio.
En septiembre de 2015 Paramount confirmó la fecha de estreno de Jack Reacher: Never Go Back para el 21 de octubre de 2016.
Un videojuego de navegador, titulado Jack Reacher: Never Stop Punching, fue lanzado para promocionar la película.

## Edición Home
Jack Reacher: Nunca mires atrás fue lanzado en Digital HD el 17 de enero de 2017 y en Blu-ray, 4K Ultra HD y DVD el 31 de enero de 2017.

## Secuela cancelada y serie de TV
Tras la recepción crítica mixta de "Never Go Back", los planes para una tercera entrega se retrasaron, mientras que se anunció un reinicio en forma de una serie de televisión exclusiva de Amazon Prime. En julio de 2020, Christopher McQuarrie declaró que él y Cruise habían estado trabajando en desarrollos para películas adicionales con el personaje principal. Los planes para la tercera película incluían temas más oscuros, con intenciones de que las películas futuras de la serie tengan una clasificación de  R. El cineasta reconoció además la posibilidad de un regreso a la serie en una fecha posterior, afirmando que "la franquicia ha avanzado ... nosotros no".
El 4 de febrero de 2022, se lanzó una serie de 8 episodios titulada Reacher en Amazon Prime Video, protagonizada por Alan Ritchson en el papel principal. La serie adapta la primera novela de Child, Killing Floor.